# District de Sangrur
Le district de Sangrur est un des 22 districts de l'état indien du Pendjab.